# Enola (Arkansas)
Enola est un village situé dans l’État américain de l'Arkansas, dans le comté de Faulkner.